# Église de Jørlunde
L'église de Jørlunde (en danois: Jørlunde kirke) est une église de la fin de l'âge des Vikings et du début de l'âge médiéval située dans le village de Jørlunde au Danemark. Elle a été construite par Skjalm Hvide vers 1085. L'église est richement décorée à l'intérieur avec des fresques datant du milieu du XIIe siècle.

## L'orgue
L'orgue a été construit par Frobenius en 2009 et dispose de 24 jeux et 1360 tuyaux. Les architectes sont Inger et Johannes Exner. Les spécifications et la conception sonore sont l’œuvre du compositeur Frederik Magle.
| I. Grand orgue C–g3 |      |
| Gedakt              | 16′  |
| Principal           | 8′   |
| Traversfløjte       | 8′   |
| Tectus              | 8′   |
| Oktav               | 4′   |
| Fløjte              | 4′   |
| Oktav               | 2′   |
| Mixtur IV           | 1/3′ |
| Trompet             | 8′   |

| II. Récit expressif C–g3 |      |
| Rørfløjte                | 8′   |
| Fugara                   | 8′   |
| Vox Angelica             | 8′   |
| Gemshorn                 | 4′   |
| Schweizerfløjte          | 2′   |
| Nasat                    | 1/3′ |
| Aetheria-Cornet IV       | 4′   |
| Obo                      | 8′   |
| Tremulant                |      |

| Pédale C–f1 |     |
| Subbas      | 16′ |
| Principal   | 8′  |
| Bordun      | 8′  |
| Oktav       | 4′  |
| Fløjte      | 4′  |
| Basun       | 16′ |
| Trompet     | 8′  |